# Коршун (игра)
Ко́ршун — восточнославянская народная игра, характерная для Троицко-семицкого и Купальского празднований. В конце XIX века игра была распространена по всей Российской империи, как среди славян, так и среди иных народов.

## Название игры
В разных областях встречаются иные названия игры, так или иначе связанные с коршуном или вороном: рус. В ко́ршуна, Во́рон, В во́рона, Шулик, Коршун и наседка; укр. В ко́ршуна, Шулика; бел. У ко́ршуна, Шуля́к, Шу́лик, У крука, У во́рана, Груган, Крумкач, Коршун i качкi, Жоравы.
Шуля́к, шу́лик — коршун подво́рник, укр. шуля́к, шулíка «коршун».
Крук, бел. груган, крумкач — ворон.
Ка́чка — утка.
Жо́рав — журавль.

## Описание
Играющие выбирают «коршуна» и «матку». «Коршун» своим поведением старается походить на соответствующую птицу: он злобно посматривает на «цыплят», иногда машет «крыльями» и «кричит коршуном». «Матка» должна отличаться умом и добротой. Остальные участники — «цыплята». Они встают за курицей друг за другом «змейкой», держась за пояс или талию впереди стоящего. «Матка» вступает в разговор с «коршуном», вызывает его раздражение, «коршун» вскакивает и гонятся за «цыплятами».
Ведущие в игре могут называться по разному: дед и мать с детьми; коршун и мать-наседка; коршун и курица-матка; хозяин и коршун; ворон и наседка, журавль и матка, ворон и матка с красной дочкой или красной панночкой; гусь и матка-гусыня.
В игре «коршун» ищет в земле денежку (копеечку, иголочку) и хочет «мешочек шить» — в него «камешки класть», чтобы наказать «деток» «матки»: «в твоих детей шуркать-буркать», «твоим детям глаза залить», «Tвaiм дзецям зубы выбiваць», «своим детям кашу сварю, а твоим глаза кипятком залью». Это «коршун» хочет сделать за то, что детки разоряют
его владения: «они ко мне в огород лазят», «лучок, мачок и белую капусту в моем огороде пощипали», «они горох дорвали», «они у меня сад погубили», «мяжу пераралi i капусту парвалi», «нашто яны маю капусту паслi?», «они лук, мак повывтаскали и через забор повыбросили».
Конец игры мог в разных местностях сильно варьировался. В Астраханской губернии «коршун» ловил крайнего в цепи «цыплёнка» и отводил в сторону. После поимки последнего игра кончалась.
В Симбирской губерний после того как «коршун» поймает последнего «детку», «матка» сама становилась «коршунихой». Затем «коршун» назначал «детям» работу, а когда работы исполнены, дети зовут коршуна с коршунихой в баню. Там дети их начинают слегка бить прутьями, потом посильнее и сильнее, и коршун с коршунихой убегают.
В Тульской губернии «коршун» слегка ударяет «деток», «убивая их», после чего «цыплята» становятся «коршунятами», бегают за маткой и стараются ущипнуть её.
В Тобольской губернии «коршун» ловит как «деток», так и «матку». После поимки «матки» «дети» предлагают выкуп за неё и готовят жаркую баню, а коршуну предлагают самый горячий веник. Коршун соглашается, и тогда дети начинают его хлестать прутом.
Е. А. Покровским собрано 10 вариантов это игры, бытовавшей в разных губерниях России, и аналоги: грузинский — груз. ძერაობა «Дзераоба» (коршун), немецкий — нем. Huhulein braten (жарить цыплят) и калмыцкий — «Гуси».

## Вариант Владимирской губернии
Вариант, записанный в Шуйском уезде Владимирской губернии.
«Коршун», садится на землю и копает ямку, остальные, держась всё время «змейкой», ходят вокруг него и поют:
Коршун не спит, не лежит, —

Богу молится.

Свечи топятся,

Растопляются,

Стадо гонится,

Разгоняется.
По окончании этого припева, матка приветствует коршуна словами:

— Коршун, коршун, Бог помочь!

— Не в те ворота взошли, — сурово отвечает коршун.
«Змейка» снова ходит и матка повторяет своё приветствие. На этот раз коршун благосклонно отвечает «Бог спасет!», а матка продолжает спрашивать:

— Что ты тут делаешь?

— Ямку копаю.

— На что тебе ямка?

— Копеечку ищу.

— Зачем тебе копеечку?

— Иголочек купить.

— Зачем тебе иголочки?

— Мешочек сшить.

— На что тебе мешочек.

— Камешки класть.

— Зачем тебе камешки?

— В твоих детей шугать.

— В чем они повинны?

— Они лук, мак повытаскали и через забор повыбросили.

— Какой у тебя лук, мак был?

— Вот этакой! (показывает рукой вверх, выше себя).

— А у меня маленький был, да и то не съели.
После этих слов матка опять начинает ходить со всей цепью кругом коршуна, припевая:

Коршун, коршун,

Колесом, колесом!

Твои дети за лесом

Есть, пить просят!
Коршун, как бы раздраженный этим пением, стремительно бросается на матку со словами: «Кровь пью детей твоих! икры захотел». Матка, защищая своих деток от нападения коршуна, говорит: «Икра на базаре, иди покупать». Переловивши всех, начиная с крайнего, ставшего в хвосте змейки, коршун велит истопить себе баньку. Матка, заколотивши где-нибудь колышек, посылает своего цыплёнка просить коршуна в баню. "Ты еще мал! — говорит коршун первому посланному; «Ты неопрятен» — говорит он другому; «Поди, почище оденься!» — говорит третьему. Наконец приходит сама матка просить коршуна.

— Какая у вас баня? — чванливо спрашивает он матку.

— Новая, — отвечает та.

— Какой потолок?

— Серебряный.

— Какие тазы?

— Вызолоченные.

— Какие веники?

— С позолотою.

— Нет ли гадов?

— Нету!

— Не хочу я идти, пусть несут меня.
Играющие, схватившись попарно руками крест-на-крест, несут коршуна в указанное место. Положив его там на траву, начинают мыть его, то есть слегка ерошить ему голову. Этим и оканчивается игра.

## Вариант Вологодской губернии
В Тотемском уезде Вологодской губернии эта игра чаще называлась «Ворон», и в первой свой части почти не отличается от предыдущего варианта, но начиная с вопроса: «Что мои дети делали?» или «В чем они повинны?» игра продолжается уже другим диалогом:

— Они всю капусту перерывали.

— Огородом загороди.

— Огород сломают.

— Тыном затыни.

— Оттынют.

— Пирогом закрой.

— Огложут.

— Блином закрой.

— Съедят.
Тут матка кричит: «Блин да сочен!». При этих словах все играющие выставляют по очереди то правую, то левую ногу, спрашивая: «Эта ли? — „Нет“. „Эта ли?“ — „Нет“. Наконец, когда очередь доходит до последнего в змейке, то ворон кричит: „Это!“ и бросается стремглав ловить, а матка старается защищать своих деток, передвигаясь всем рядом с одной стороны в другую.

## Вариант А. В. Терещенко
А. В. Терещенко приводит следующий вариант игры.
Обычно коршуном избираю того кто посмелее и проворнее. После избирают мать-наседку — добрую и ловкую девушку, а дети всех возрастов становятся её семейством цыплят. Дети, взявшись за руки, ходят вокруг коршуна и поют:

Вокруг коршуна хожу,

По три денежки ношу:

По копеечки,

По сопелочки.
Коршун роет землю и посматривает на них злобно. Наседка подходит и говорит: „Коршун! Бог помочь“. Коршун отвечает: „Не слышу“. Дети опять ходят вокруг него и поют „Вокруг коршуна хожу…“. Потом останавливаются и мать завязывается диалог:

— Коршун! Бог помочь.

— Спасибо.

— Коршун, что ты делаешь?

— Рою землю да яму.

— На что роешь яму?

— Денежку ищу.

— На что денежку?

— Иголку купить.

— На что тебе иголку?

— Мешочек сшить.

— На что тебе мешочек?

— Соли купить.

— На что тебе соль?

— Щи посолить.

— На что тебе посолить?

— Одну половину самому съесть, а другою залить глаза твоим детям.

— За что?

— Они мою городьбу разломали»

— А как высока была твоя городьба?
Коршун при этом вопросе бросает камень вверх так высоко, как может, и говорит:

— Вот как!

— Неправда! Твою городьбу и козел достанет бородой, а той они разломать не могут.

— Они буяны, я их перебью.

— Они мои дети, я не допущу: ши, ши, коршун!
Наседка отгоняет детей и грозит напасть на него: «Ши, ши!». Коршун бросается на детей, наседка не допускает его до них; дети бегают около матери, прячутся за ней. В пылу игры коршун иногда сбивает с ног наседку, чтобы схватить детей, а после вернувшись к наседке показывает как коршун общипывает у неё перья, кусает и ругается по птичьему.

## Символизм
Коршун и ворон в народных песнях являются поэтическим воплощением образа «черной птицы», несущей смерть.
В украинских вариантах игры «ворон» роет ямку (символ могилы), чтобы варить кипяток и заливать им глаза (символ смерти) «цыплятам» за то, что они съели его пищу. У белорусов игра также связана с коршуном или вороном (бел. крука, груган, крумкач). В ней «коршун-ворон» копает ямку, чтобы собрать камушки и выбивать ими детям зубы за то, что: «они мою капусту поели!». В контексте игры следует учитывать и некоторые «ястребиные» названия незавившегося кочана капусты: рус. стребуха (новгород.), укр. шуляк (сумск.), шулик (волын.), бел. и полес. шуляк (брест., гомел.).
Обращение к коршуну «Колесом, колесом!» аналогично призывам восточнославянских детских закличках, которое призвано сбить с пути птиц и заставить их летать по кругу.
В Гомельском уезде игра завершается шуточными похоронами «коршуна», которого в бане засыпают
песком.